# Strażnicy (komiks)
Strażnicy (ang. Watchmen) – amerykański komiks autorstwa Alana Moore’a i Dave’a Gibbonsa. Licząca 12 zeszytów seria pierwotnie ukazywała się w latach 1986–1987 jako miesięcznik wydawany przez DC Comics. W późniejszym czasie została opublikowana w zbiorczym wydaniu, tworząc powieść graficzną.
W 2012 ukazała się 9-zeszytowa seria Before Watchmen, będąca prequelem oryginalnego komiksu. Kontynuacją Strażników jest wydawana w latach 2017–2019 mini seria Doomsday Clock autorstwa Geoffa Johnsa i Gary’ego Franka. Połączyła ona losy postaci ze świata Strażników z bohaterami DC Comics.

## Fabuła
Komiks opowiada historię byłych amerykańskich superbohaterów na emeryturze, którzy w obliczu nowego zagrożenia (jeden z dawnych herosów zostaje zamordowany) jeszcze raz się jednoczą.

## Nagrody
Strażnicy zostali uhonorowani m.in. Nagrodą za najlepszy komiks na Międzynarodowym Festiwalu Komiksu w Angoulême w 1989.

## W innych mediach

### Film
- W 2009 pojawiła się filmowa adaptacja komiksu w reżyserii Zacka Snydera.
- W kwietniu 2017 Warner Bros. zapowiedziało powstanie animowanej wersji Strażników[3].

### Telewizja
- Od jesieni 2019 nadawany jest serial Watchmen, wyprodukowany przez HBO i będący wariacją na temat komiksu[4]. Odpowiada za niego Damon Lindelof[5].

### Gry komputerowe
- W 2009 ukazała się gra Watchmen: The End Is Nigh[6].

## Wydanie w Polsce
W Polsce seria ukazała się nakładem Egmont Polska w przekładzie Jacka Drewnowskiego w trzech tomach w latach 2002–2003 i w jednym zbiorczym tomie w 2013 (edycja poprawiona).